# Gascoyne (rzeka)
Gascoyne – okresowa rzeka w Australii (Australia Zachodnia).
Gascoyne jest najdłuższą (820 km) rzeką stanu Australia Zachodnia. Jej źródła znajdują się u stóp wzgórza Wilgoona w paśmie Robinson, na zachód od pustyni Gibsona, a uchodzi do Oceanu Indyjskiego w Zatoce Rekina w miejscowości Carnarvon.
Jej głównym dopływem jest 561-kilometrowa rzeka Lyons, która łączy się z Gascoyne około 160 km od jej ujścia; obie tworzą dorzecze o powierzchni 68 326 km².
Rzeka Gascoyne ma też 36 mniejszych dopływów, jak rzeczki Landor, Thomas, Thirtyone oraz potoki Coodewa, Nanular, Cream, Moorayana, Shay, Turner czy Jacobs Gully.
Miejscowi mówią o Gascoyne, że jest to „rzeka do góry nogami”, jako że płynie ona jak każda inna rzeka przez około 120 dni w roku, a przez pozostałą jego część pod powierzchnią wyschniętego koryta wykorzystując warstwę wodonośną piaszczysto-żwirowego pustynnego gruntu.
Płynie przez rzadko porośnięte tereny, które są częściowo wykorzystywane jako pastwiska dla owiec, a także penetrowane przez poszukiwaczy złota i innych kruszców.
Nazwę swą rzeka zawdzięcza brytyjskiemu podróżnikowi George’owi Greyowi, który znalazł ją w roku 1839 i ochrzcił nazwiskiem swego zastępcy i „przyjaciela, komandora J. Gascoyne’a”.